# معدل الترشيح الكبيبي
تتضمن وظائف الكلية المحافظة على التوازن الحامضي القلوي في الدم وتنظيم توازن السوائل وتراكيز الصوديوم والبوتاسيوم وغيرها من الكهارل ، وتصفية السموم وامتصاص الغلوكوز والأحماض الأمينية وغيرها من الجزيئات الصغيرة، وتنظيم ضغط الدم وإنتاج مختلف الهرمونات مثل الإيرثروبيوتين وتفعيل فيتامين د.

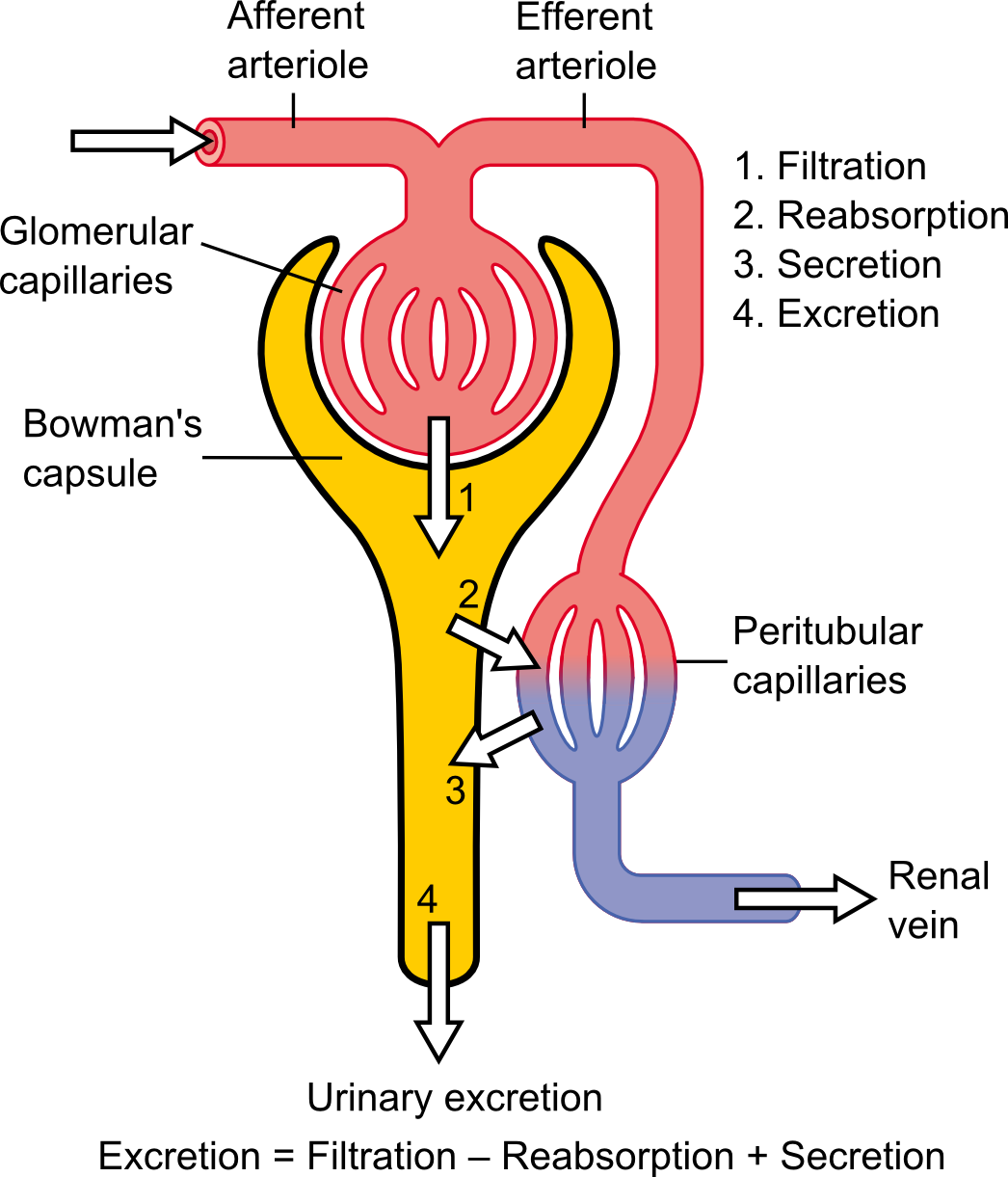
رسم تخطيطي يوضح النيفرون (الكبيبة) وإمدادها بالدم. الآليات الفسيولوجية الأساسية للتعامل مع السوائل والشوارد بواسطة الكبيبة - الترشيح والإفراز وإعادة الامتصاص والإخراج - مُوضحة على الرسم.

يٌعد معدل الترشيح الكبيبي (بالإنجليزية: Glomerular filtration rate) أحد القياسات المستخدمة في تقييم وظائف الكلية، وهو يصف معدل جريان السائل المرتشح عبرها. يعبر معدل تصفية الكرياتينين (سي سي آر) أو (سي آر سي إل) عن حجم بلازما الدم المصفاة من الكرياتينين خلال وحدة الزمن، وهو قياس مفيد في الحصول على قيم مقاربة لمعدل الترشيح الكبيبي. تتجاوز تصفية الكرياتينين معدل الترشيح الكبيبي لأنه يُفرز من النفرون الكلوي، ويمكن إيقاف هذا الإفراز باستخدام السيميتيدين.
يمكن الحصول على قيم دقيقة لكل من جي إف آر  GFR و سي سي آر CCR باستخدام قياسات مقارنة بين المواد في الدم والبول، أو تقديريًا استنادًا إلى صيغ رياضية تعتمد على نتائج فحوصات الدم فقط (eGFR و eCCR)، وتستخدم هذه النتائج في تقييم الوظيفة الإطراحية للكليتين. يعتمد تصنيف مراحل المرض الكلوي المزمن على تصنيفات معدل الترشيح الكبيبي ووجود بيلة ألبومينية وتصنيف العامل المسبب للاعتلال الكلوي.
يتراوح المجال الطبيعي لمعدل الترشيح الكبيبي  (جي إف آر)  بعد التعديل وفقًا لمساحة سطح الجسم بين 100-130، ووسطيًا 125 مليلتر/دقيقة/1.73 م2 عند الرجال، و90-120 مليلتر / دقيقة/1.73 م2 عند النساء بعمر أقل من 40 عام. يبلغ معدل الترشيح الكبيبي  عند الأطفال اعتمادًا على تصفية الإنولين 115 مل/د/1.73 م2 حتى عمر السنتين عند الجنسين ثم يتناقص تدريجيًا. يتناقص معدل الترشيح الكبيبي  تدريجيًا بعد عمر الأربعين مع تقدم السن بمقدار 0.4-1.2 مليلتر / الدقيقة (دقيقة زمنية)  سنويًا.
توصي إرشادات الممارسة السريرية والوكالات الطبية المنظمة باعتماد معدل الترشيح الكبيبي المقدر (إي جي إف آر) للتقييم الروتيني لمعدل الرشح الكبيبي، وتبقى القيمة المقاسة (إم جي إف آر) اختبارًا تأكيديًا عند الحاجة للحصول على تقييم أدق.

## التعريف
يُمثل معدل الترشيح الكبيبي حجم السوائل المصفاة من شعيرات الكبيبة الكلوية عبر محفظة بومان خلال وحدة الزمن. يشكل وجود طبقة قاعدية متمايزة بين الشرينين الوارد والصادر أهم الآليات الفسيولوجية في المحافظة على معدل الرشح الكبيبي. وبتعبير آخر، يعتمد معدل الترشيح على الفارق بين ضغط الدم المرتفع الناجم عن التقبض الوعائي للشرين الوارد وضغط الدم المنخفض الناجم عن التقبض الوعائي الأقل للشرين الصادر.
يساوي معدل الترشيح الكبيبي نسبة التصفية الكلوية الحرة لمحلول معين دون امتصاص أو إفراز من الكليتين، بالتالي يُعرف معدل التصفية بكمية المادة المقاسة في البول الناشئة من حجم مقاس من الدم. يمكن التعبير عن هذا المبدأ باستخدام المعادلة التالية وفقًا للمادة المستخدمة، فيكون ناتج تركيز البول وتدفقه مساويًا لكتلة المادة المطروحة خلال وقت جمع البول. تساوي هذه الكتلة الكتلة المصفاة عبر الكبيبات الكلوية شرط عدم إضافة أو إزالة أي حجم منها في النفرون.
ينتج عن تقسيم هذه الكتلة على تركيز البلازما حجم البلازما الذي نشأت منها، أي حجم سائل البلازما الذي يدخل محفظة بومان خلال الفترة الزمنية المذكورة آنفًا. يقاس جي إف آر عادةً بواحدة الحجم في الزمن، ومثال ذلك ميللي ليتر في الدقيقة (مل/د).
معدل الترشيح الكبيبي = (التركيز في البول x جريان البول) / التركيز في البلازما
تستخدم عدة تقنيات لحساب أو تقدير معدل الترشيح الكبيبي. تطبق المعادلة أعلاه لحساب جي إف آر عندما يساوي معدل التصفية الكلوية.

## القياسات

### الكرياتينين
في الممارسة السريرية، تستخدم تصفية الكرياتينين أو تقديرات تصفية الكرياتينين من الدم اعتمادًا على مستواه المصلي لقياس معدل الترشيح الكبيبي. ينتج الكرياتينين طبيعيًا في الجسم (الكرياتينين منتج مشتق من فوسفات الكرياتين الموجود في العضلات) ويرشح بحرية عبر الكبيبات الكلوية، ويفرز بفعالية عبر الشعيرات حول النبيبية أيضًا ولكن بكميات صغيرة جدًا. بالتالي تفوق قيمة الكرياتينين معدل الترشيح الكبيبي الحقيقية بنسبة 10-20٪. يُعد هامش الخطأ هذا مقبولًا نسبةً إلى سهولة قياس التصفية الكلوية بهذه الطريقة.
يحافظ الكرياتينين -  كمادة مرجعية - على تركيز ثابت في الدم ما يجعل قياس التصفية الكلوية له أمرًا يسيرًا على نقيض قياسات معدل الترشيح الكبيبي الدقيقة المعتمدة على الحقن المستمر للأنولين. لكن الاعتماد عليه في تقدير معدل الرشح الكبيبي له مساوئه أيضًا، إذ تعتمد جميع المعادلات التقديرية على توقع معدل إفراز الكرياتينين خلال 24 ساعة، وهذا يتأثر بالكتلة العضلية التي تختلف بين الأشخاص. لا تملك معادلة كوكروفت وغولت معامل تصحيح للعرق. ترتفع نسبة الكرياتينين المصلي مع ازدياد الكتلة العضلية مهما كان معدل التصفية.

### الإينولين
يمكن حساب معدل الترشيح الكبيبي عبر حقن الإينولين أو السينيسترين المشابه للإنولين في مجرى الدم. يتناسب معدل إطراح الإنولين والسينيسترين مباشرةً مع معدل تصفية المياه والمحاليل عبر المرشح الكبيبي لأن كليهما لا يعاد امتصاصهما ولا يفرزان عبرها بعد عملية الترشيح. يشكل جمع البول غير الكامل مصدر خطأ مهم في قياس التصفية المعتمدة على الإينولين، ويُعد استخدام الإنولين لقياس الوظيفة الكلوية المعيار الذهبي للمقارنةً مع الوسائل الأخرى لتقدير معدل الترشيح الكبيبي.

### النظائر المشعة
يمكن قياس معدل الترشيح الكبيبي بدقة باستخدام المواد المشعة، خاصةً الكروم-51 والتكنيشيوم-99m. تقترب هذه من الخصائص المثالية للإينولين (تخضع فقط للترشيح الكبيبي) لكن يمكن قياسها بشكل عملي أكثر من خلال بعض عينات البول أو الدم. يستخدم قياس التصفية الكلوية أو البلازمية لCr-EDTA51 (كروم-ثنائي أمين الإيثيلين رباعي حمض الأسيتيك) على نطاق واسع في أوروبا ولكنه غير متوفر في الولايات المتحدة، إذ يمكن استخدام mTc-DTPA99 (تكنيشيوم-حمض البنتيتيك) بدلًا من ذلك. أُثبتت دقة التصفية الكلوية والبلازمية لCr-EDTA51 مقارنةً بالمعيار الذهبي، الإينولين. يعتبر استخدام Cr-EDTA51 مقياسًا معياريًا مرجعيًا في الدليل الإرشادي للمملكة المتحدة.

### سيستاتين سي
أدت مشاكل الكرياتينين (اختلاف كتلة العضلات، تناول اللحوم مؤخرًا (يعتبر أقل اعتمادًا على النظام الغذائي من اليوريا)، إلخ) إلى اللجوء إلى العوامل البديلة لتقدير معدل الترشيح الكبيبي. أحدها هو السيستاتين سي، وهو بروتين تفرزه معظم الخلايا في الجسم (وهو مثبط لسيستين بروتياز).
يرشح السيستاتين سي بحرية في الكبيبة. بعد الترشيح، يخضع السيستاتين سي لإعادة الامتصاص والتقويض من قبل الخلايا الظهارية النبيبية، وتطرح كميات صغيرة فقط في البول. لذلك لا تقاس مستويات السيستاتين سي في البول، بل في مجرى الدم.